# Philautus carinensis
Philautus carinensis és una espècie de granota que es troba a Myanmar, Tailàndia i el Vietnam.
Està amenaçada d'extinció per la pèrdua del seu hàbitat natural.